# Banca diretta
Una banca si dice diretta quando è in grado di offrire tutti o gran parte dei propri servizi finanziari senza l'ausilio di filiali, che sono invece la forma organizzativa tipica delle banche tradizionali.  

## Caratteristiche
La distribuzione diretta può avvenire tramite canali automatici (internet e mobile internet) e tramite call center, agenti e promotori finanziari.  In Italia il termine "banca diretta" è spesso considerato sinonimo di "banca online", perché internet è il canale più utilizzato per l'erogazione dei servizi principali.  In questo senso, un esempio di banca diretta-online può essere quella che offre un conto di deposito, mutui immobiliari e una selezione di fondi di investimento. Tuttavia, se si considera il contesto più ampio, si nota che un'offerta realmente completa e sostitutiva di quella di una banca tradizionale è possibile soltanto affiancando ai canali automatici il contributo di specialisti di investimento e mutui.  È quindi consigliabile considerare il concetto di "banca online" come una parte del più ampio concetto di "banca diretta".  
La banca diretta si rivolge di norma a clienti che vogliono avere il pieno controllo delle proprie attività finanziarie e massimizzare il tempo libero e il risparmio economico. Si tratta di una tipologia di clienti che ha sovrapposizioni con chi abitualmente acquista su internet (viaggi, e-commerce), utilizza videogiochi ed ha un consumo "personale" dei media. Un profilo dunque proattivo, pragmatico, aperto al nuovo e in qualche modo opportunistico.
Dal punto di vista normativo è del tutto equivalente ad una banca tradizionale. Offre pertanto le medesime garanzie di solidità, solvibilità e sicurezza di una banca normale, essendo sottoposta agli stessi organismi di controllo (in primo luogo la Banca d'Italia). La normativa è la stessa delle banche tradizionali, pertanto i correntisti sono teoricamente coperti dal Fondo Interbancario di Tutela dei Depositi (che interviene in caso di fallimento o dissesto), purché la giacenza sia non superiore ad una determinata cifra e purché il dissesto rientri nella dotazione del fondo (il che significa che nella realtà il fallimento di una banca di medie dimensioni esaurirebbe completamente il fondo costringendo eventualmente il Governo a dover intervenire in supporto a tutela dei correntisti).
In virtù di una struttura organizzativa più snella e meno impattata da costi fissi, la banca diretta può essere in grado di offrire i propri servizi a costi inferiori e con maggiore flessibilità e rapidità.